# Kammertonen
 Der er for få eller ingen kildehenvisninger i denne artikel, hvilket er et problem. Du kan hjælpe ved at angive troværdige kilder til de påstande, som fremføres i artiklen.

Kammertonen er tonen enstreget a, som har grundfrekvensen 440 Hz. Dette er den mest brugte frekvens for moderne musik, men i en del klassisk musik bruges frekvenser ned til 436 Hz. Kammertonen er lig a, der er den sjette tone i den diatoniske skala udgående fra tonen c. Grundtone i a-dur og a-mol.

## Historie
Indtil 1800-tallet har kammertonen varieret meget mellem forskellige egne, forskellige instrumenter og til forskellige tider. Man kan i dag se disse forskelle ved at studere de redskaber, der tidligere blev brugt til stemme efter. Man har f.eks. en engelsk stemmefløjte, som har sat a til 380 Hz, mens de orgler, som Johann Sebastian Bach spillede på i Hamburg, Leipzig og Weimar, var stemt med a til 480 Hz; det er en forskel på lidt mere end to heltoner (stor terts).
Behovet for at standardisere kammertonen, i det mindste inden for en by eller et land, blev efterhånden mere påtrængende, og som et redskab til at fastholde en kammertone blev stemmegaflen udbredt.
Men et er at have et redskab at stemme med, noget andet er at få etableret en standard. I løbet af 1700-tallet begynder kammertonen dog at lægge sig i området fra 400 til 450 Hz samtidig med, at der sker en glidende stigning i frekvensen, fordi den højere tone giver en lysere klang, som falder i tidens smag. Formentlig af hensyn til strygerklangen.
Den 16. februar 1859 vedtager den franske regering, at kammertonen nu skal lægges fast på frekvensen 435 Hz. Dette er den første egentlige fastlæggelse af kammertonen, og denne norm vinder nu indpas også uden for Frankrig, da man på en konference i Wien i 1885 anerkender Pariserkammertonen.
I USA fremkommer der i 1920'erne forslag og lokale beslutninger om at gå over til 440 Hz, og 1939 bliver standardiseringen igen taget op på internationalt plan, da man på en konference enes om at foreslå en kammertone på 440 Hz. Denne anbefaling bliver fulgt af International Organization for Standardization (ISO), som fastlægger 440 Hz normen i ISO 16 (Standard tuning frequency (Standard musical pitch)). ISO 16 kommer i 1955 og er senere blevet opdateret i 1975, hvor kammertonens frekvens er blevet fastholdt. Standarden er udgivet som Dansk Standard i oktober 1975 med titlen DS/ISO 16: Akustik: Standard referencetone (Standart tonehøjde) (Kammertonen). Ud over frekvensen specificerer standarden også, at den benyttede frekvens-reference bør have en nøjagtighed på +/- 0,5 Hz.
Forskellen mellem den nye 440 Hz-norm og den tidligere etablerede 435 Hz-norm er opstået af måletekniske årsager, idet man udmålte en fransk reference-stemmegaffel og fandt, at den i virkeligheden var 439 Hz. Men da 439 er et primtal, kan netop den værdi være teknisk vanskelig, og derfor valgte man en oprunding til 440. I en ren stemning skal forholdet mellem frekvenserne i en oktav nemlig være 24:27:30:32:36:40:45:48, så med udgangspunkt i C-dur-skalaen (hvor C svarer til 24 eller 48, og A svarer til 40) er det praktisk at vælge en frekvens, som 40 går op i.
440 Hz-kammertonen er nu en meget veletableret norm. På trods heraf er der i sidste halvdel af 1900-tallet fremkommet forslag om at bruge 442 eller 444 Hz – en stigning, som er ved at vinde indpas specielt i Østeuropa, hvor man i flere koncertsale har flere flygler med forskellige stemninger.
Ved fremførelse af tidlig musik på originalinstrumenter anvender man sædvanligvis en kammertone, der er en halv tone lavere end 440 Hz, dvs. a' = 415,3 Hz. Dette er et moderne kompromis, således at der kan bygges tasteinstrumenter, der kan anvendes både til høj (a' = 440Hz) og lav stemning (a' = 415Hz). Dette kaldes transponering og foretages ved at skyde klaviaturet ca. 1 cm mod venstre (fra høj til lav stemning). Til mere specialiseret fremførelse anvendes også andre kammertoner, fx fremføres fransk cembalomusik (17.-18. årh.) ofte med a' = 392 Hz (altså en hel tone under den nuværende kammertone). I visse tilfælde anvendtes tidligere også højere kammertoner. Compeniusorglet fra 1610 er således stemt med a' = 468 Hz – lidt mere end en halv tone højere end 440 Hz.
I forskellige slags orkestre har man traditionelt stemt alle instrumenter efter et bestemt af de øvrige. I symfoniorkestre stemmer man efter oboen, mens man i bigbands ofte stemmer efter trompeten. Hvis der er et tasteinstrument til stede, som fx klaver eller orgel vil man dog stemme efter dette (frem for at stemme det om).
Kammertonen som A gælder for instrumenter der er stemt i tonen C, det vil sige at for instrumenter der er stemt i fx B, vil kammertonen være G.

## Talemåde
Må jeg bede om/få kammertonen er en opfordring til at tale høfligt.